# Počaply

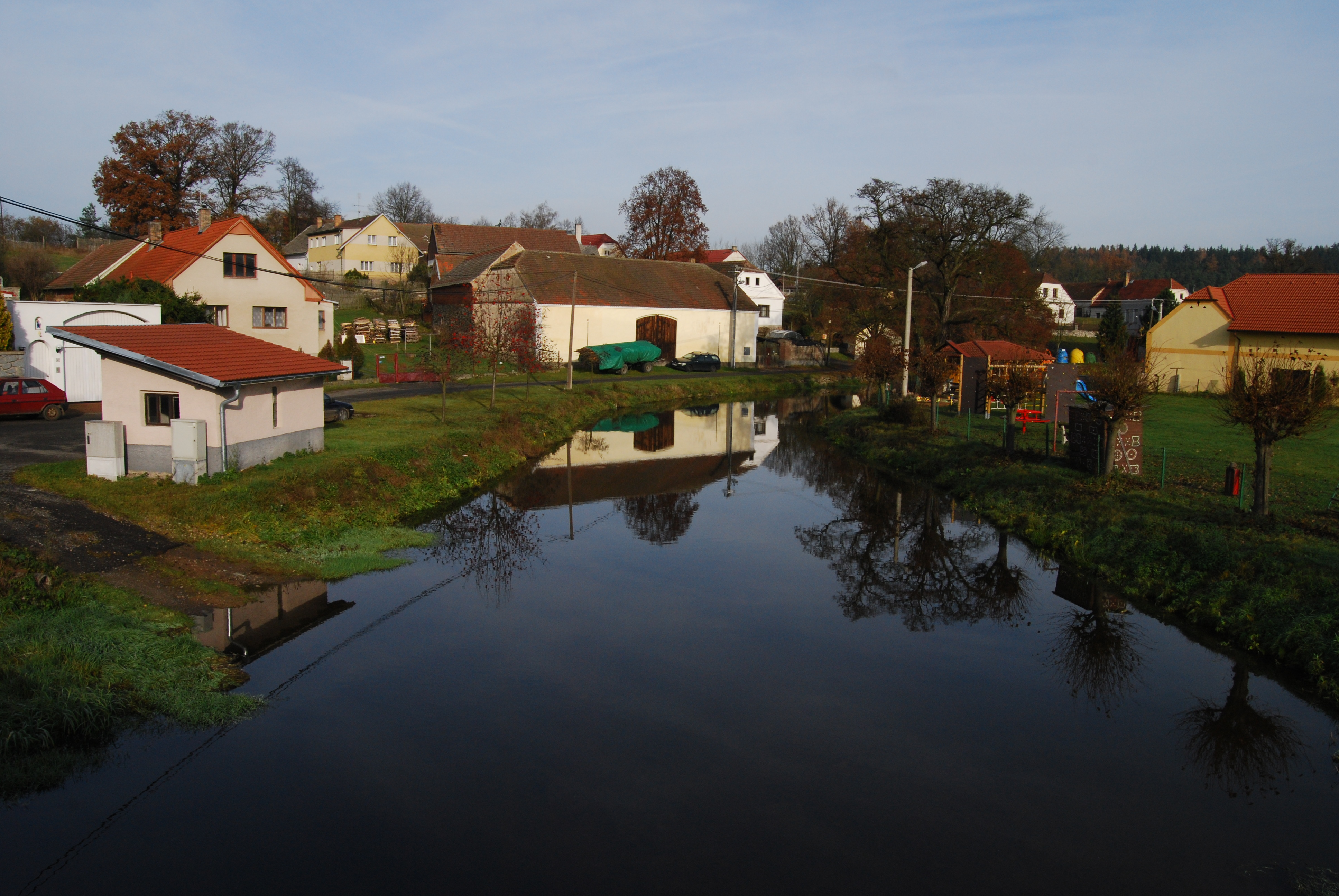
Mlýnský potok in Počaply

Počaply (deutsch Potschapl) ist eine Gemeinde in Tschechien. Sie liegt drei Kilometer südöstlich von Březnice und gehört zum Okres Příbram.

## Geographie
Počaply befindet sich im Mittelböhmischen Hügelland am Unterlauf des Baches Mlýnský potok, der am nördlichen Ortsausgang vor seiner Mündung in die Vlčava im Teich Počapelský rybník gestaut wird. Gegen Südwesten liegt der Teich Mlýnský drahenický rybník, nordwestlich der Holubovský rybník.
Durch den Ort führt die Staatsstraße I/19 zwischen Březnice und Mirovice. Im Norden und Osten wird Počaply von der Bahnstrecke Protivín–Zdice umfahren. Nördlich erhebt sich die Šance (512 m), im Osten die Rampaška (516 m), südlich der Čihadlo (515 m) und die Hora (500 m) sowie im Nordwesten der Stráž (535 m) und die Tejnice (472 m).
Nachbarorte sind Počapelský Mlýn und Bor im Norden, Dobrá Voda, Stražiště, Na Drahách und Na Pazdernách im Nordosten, Lhotka, Ohař und Boješice im Osten, Myslín, Mirovice und Plíškovice im Südosten, Holý Vrch, Sochovice, Ráztely und Draheničky im Süden, Drahenický Mlýn, Drahenice, Račany, Simínský Mlýn, Koupě und Hudčice im Südwesten, Martinice im Westen sowie Bubovice, Březnice und Zámecký okres im Nordwesten.

## Geschichte
Auf dem Hügel Šance über dem Zusammenfluss von Mlýnský potok und Vlčava befand sich im Frühmittelalter die slawische Burg Bozeň, die das Zentrum des Gebietes Bozeňsko bildete.
Die erste schriftliche Erwähnung des zur Herrschaft Březnice gehörigen Hofes Pozapl erfolgte 1380 im Zusammenhang mit einem Jadocus de Pozapl. Weitere Namensformen waren Poczapl (1383), Poczap (1400) und Poczaplijch (1544). Das anderthalb Kilometer östlich von Počaply gelegene Dorf Lhotka erlosch zu Beginn des 16. Jahrhunderts und wurde zwischen 1531 und 1595 als wüstes Dorf erwähnt, später entstand auf seinen Fluren der gleichnamige Meierhof.
Die Mühle Počapelský Mlýn unterhalb des Dorfes wurde 1543 angelegt und gehörte zum Gut Mirovice. Počaply bestand im Jahre 1586 aus neun Bauern und acht Chalupnern. Im Jahre 1629 gab es in Počaply 22 Anwesen, einen Kretscham und eine wüste Mühle. In der berní rula von 1654 sind für Počaply vier alteingesessene Bauern, eine neubesiedelte und drei verdorbene Wirtschaften sowie zwölf Häusler ausgewiesen, die sämtlich nach Březnice untertänig waren. Zudem bestand noch der Hof, der dem Amt Drahenice unterstand. Bei der Einführung der Hausnummern im Jahre 1770 wurden in Počaply 34 Häuser gezählt. 1790 wurde das Dorf als Pocžaple bezeichnet.
Im Jahre 1840 bestand Podčap, auch Kotzab genannt, aus 41 Häusern mit 267 Einwohnern. Im Ort gab es ein emphyteutisches Wirtshaus und eine emphyteutische Mühle. Abseits lagen der Meierhof Lhotka und das Forsthaus Kahlberg (Holý Vrch). Eine Bauernwirtschaft gehörte zur Allodialherrschaft Drahenitz. Pfarrort war Březnitz. Bis zur Mitte des 19. Jahrhunderts blieb das Dorf zur Allodialherrschaft Březnitz untertänig.
Nach der Aufhebung der Patrimonialherrschaften bildete Podčaply / Podczapl ab 1850 eine Gemeinde in der Bezirkshauptmannschaft und dem Gerichtsbezirk Březnitz. Seit 1868 gehörte Podčaply zum Bezirk Blatná. Im Jahre 1890 lebten in den 43 Häusern des Dorfes 279 Personen. Der heutige Ortsname Počaply wird seit Beginn des 20. Jahrhunderts verwendet. 1914 hatte das Dorf 270 Einwohner, 1921 waren es 290 und beim Zensus von 1930 lebten 235 Personen im Ort. Im Zuge der Aufhebung des Okres Blatná wurde Počaply 1960 dem Okres Příbram zugeordnet, zugleich erfolgte die Umgemeindung des Dorfes Stražiště von Myslín nach Počaply. Am 1. Jänner 1976 wurden Počaply und Stražiště nach Březnice eingemeindet. Am 24. November 1990 lösten sich beide Ortschaften wieder von Březnice los und bildeten die Gemeinde Počaply. Im Jahre 2011 lebten in den 45 Häusern der Gemeinde 102 Personen. Seit 2012 führt die Gemeinde ein Wappen und Banner.

## Gemeindegliederung
Die Gemeinde Počaply besteht aus den Ortsteilen Počaply (Potschapl) und Stražiště (Straschischt) sowie den Einschichten Počapelský Mlýn, Na Drahách, Lhota, Holý Vrch (Kahlberg) und Na Pazdernách.

## Sehenswürdigkeiten
- Kirche Johannes des Täufers in Stražiště, erbaut im 14. Jahrhundert. In der Kirche befindet sich die Familiengruft der Wrabsky von Wraby.
- Hügel Šance mit Resten der slawischen Burg Bozeň und einer Höhensiedlung, er gilt als archäologische Fundstätte. Sichtbar sind Wallanlagen.